# Liste von Burgen, Schlössern und Festungen im Département Val-d’Oise
Die Liste von Burgen, Schlössern und Festungen im Département Val-d’Oise listet bestehende und abgegangene Anlagen im Département Val-d’Oise auf. Das Département zählt zur Region Île-de-France in Frankreich.

Wappen des Départements Val-d’Oise (95)
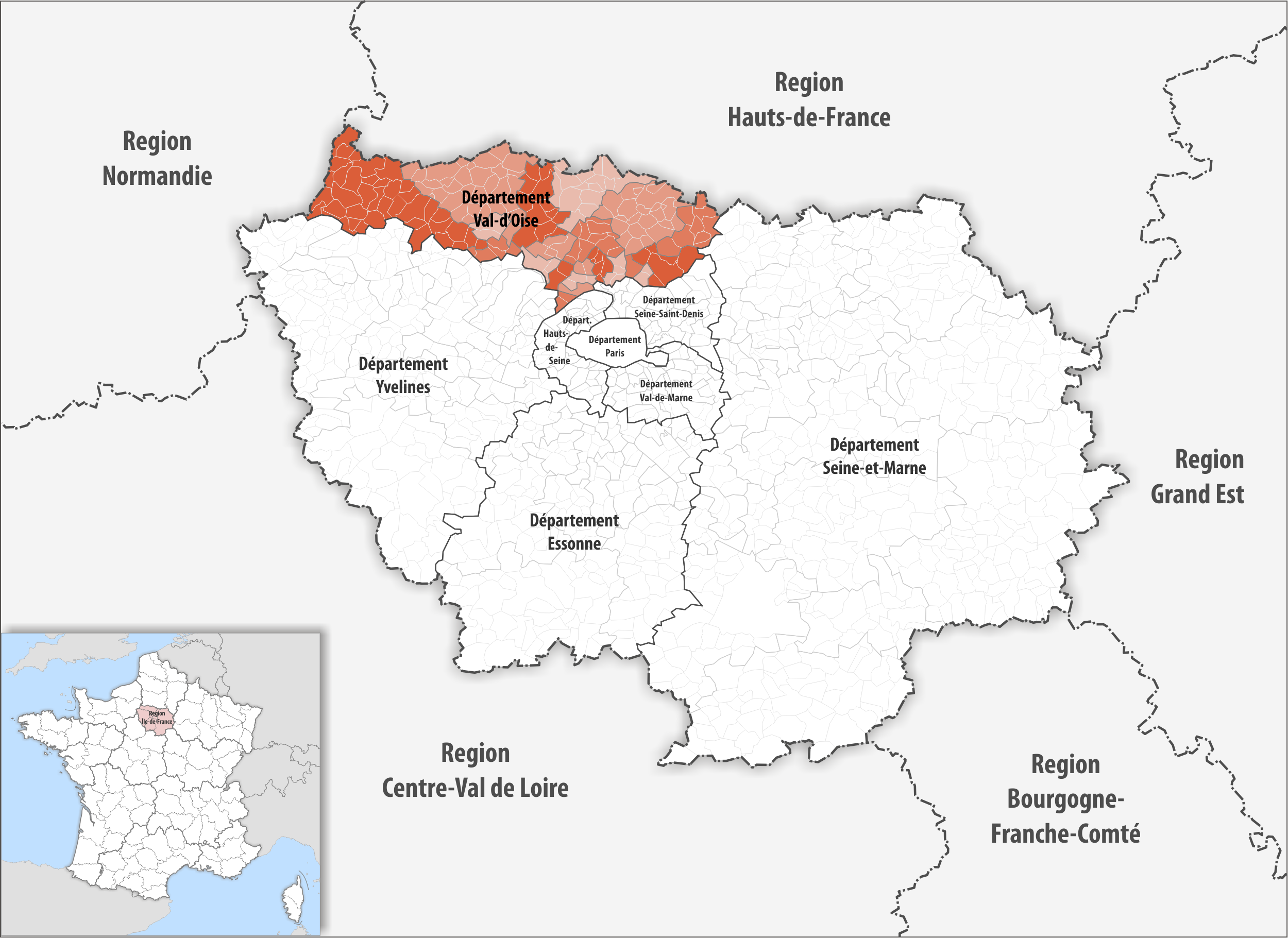
Lage des Départements Val-d’Oise in der Region Île-de-France
Lage der Region Île-de-France in Frankreich

## Liste
Bestand am 10. Oktober 2022: 114
| Name deu / fra                                                      | Gemeinde / Lage                             | Typ (Untertyp)       | Bemerkungen | Bild |
| ------------------------------------------------------------------- | ------------------------------------------- | -------------------- | --- | ---- |
| Schloss Aincourt Château d'Aincourt                                 | Aincourt 49,071772° N, 1,777235° O          | Schloss              | |      |
| Schloss Ambleville Château d'Ambleville                             | Ambleville 49,15056° N, 1,696374° O         | Schloss              | |      |
| Schloss Arnouville Château d'Arnouville                             | Arnouville 48,979797° N, 2,418675° O        | Schloss              | |      |
| Schloss Arthies Château d'Arthies                                   | Arthies 49,088683° N, 1,791138° O           | Schloss              | |      |
| Schloss Asnières Château-Neuf d'Asnières                            | Asnières-sur-Oise 49,132674° N, 2,352698° O | Schloss              | |      |
| Schloss Auvers Château d'Auvers                                     | Auvers-sur-Oise 49,07195° N, 2,16624° O     | Schloss              | |      |
| Schloss Baillon Château de Baillon                                  | Asnières-sur-Oise                           | Schloss              | |      |
| Schloss Balincourt Château de Balincourt                            | Arronville, Theuville, Menouville           | Schloss              | |      |
| Burg Beaumont-sur-Oise Château de Beaumont-sur-Oise                 | Beaumont-sur-Oise                           | Burg                 | Ruine |      |
| Schloss Bellevue Château de Bellevue                                | Presles                                     | Schloss              | |      |
| Schloss Belmont Château de Belmont                                  | Andilly                                     | Schloss              | |      |
| Schloss Les Boves Château des Boves                                 | Magny-en-Vexin                              | Schloss              | |      |
| Schloss La Bûcherie Château de la Bûcherie                          | Saint-Cyr-en-Arthies                        | Schloss              | |      |
| Schloss Busagny Château de Busagny                                  | Osny                                        | Schloss              | |      |
| Schloss Le Cabin Château du Cabin                                   | Guiry-en-Vexin                              | Schloss              | Ruine |      |
| Schloss Cadet-de-Vaux Château Cadet-de-Vaux                         | Franconville                                | Schloss              | |      |
| Schloss Les Caramans Château des Caramans                           | Roissy-en-France                            | Schloss              | Ab 1703 errichtet, während der Französischen Revolution geplündert und zum größten Teil zerstört, heute nur noch die Ostmauer und das südliche Portal der Orangerie vorhanden |      |
| Schloss Les Carneaux Château des Carneaux                           | Vémars                                      | Schloss              | |      |
| Schloss Catinat Château Catinat                                     | Saint-Gratien                               | Schloss              | |      |
| Schloss Les Cèdres Château des Cèdres                               | Eaubonne                                    | Schloss              | |      |
| Schloss Champlâtreux Château de Champlâtreux                        | Épinay-Champlâtreux                         | Schloss              | |      |
| Schloss La Chapelle Château de La Chapelle                          | Labbeville                                  | Schloss              | |      |
| Schloss La Chasse Château de la Chasse                              | Saint-Prix                                  | Schloss              | |      |
| Schloss Châtenay-en-France Château de Châtenay-en-France            | Châtenay-en-France                          | Schloss              | |      |
| Schloss La Chaumette Château de la Chaumette                        | Saint-Leu-la-Forêt                          | Schloss              | |      |
| Schloss La Chesnaie Château de la Chesnaye                          | Eaubonne                                    | Schloss              | |      |
| Schloss La Chevrette Château de la Chevrette                        | Deuil-la-Barre                              | Schloss              | Abgerissen |      |
| Schloss Claude-de-Beauharnais Château Claude-de-Beauharnais         | Groslay                                     | Schloss              | |      |
| Schloss Le Clos-de-l’Olive Château du Clos-de-l'Olive               | Eaubonne                                    | Schloss              | |      |
| Schloss La Cômerie La Cômerie                                       | Asnières-sur-Oise                           | Schloss              | |      |
| Schloss Le Conti Château du Conti                                   | L’Isle-Adam                                 | Schloss              | |      |
| Schloss La Cour de Charles Château de la Cour de Charles            | Eaubonne                                    | Schloss              | |      |
| Schloss Courcelles Château de Courcelles (Château du Héron)         | Presles                                     | Schloss              | |      |
| Schloss Le Couvent Château Le Couvent                               | Chaussy                                     | Schloss              | Heute ein Golf-Resort |      |
| Schloss Dampont Château de Dampont                                  | Us                                          | Schloss              | |      |
| Schloss Davillier Château de Davillier                              | Margency                                    | Schloss              | |      |
| Schloss Le Duc de Dino Château du Duc de Dino                       | Montmorency                                 | Schloss              | |      |
| Schloss Ducamp Petit château Ducamp                                 | Parmain                                     | Schloss              | Heute das Rathaus (Mairie) |      |
| Schloss Écossais Château Écossais                                   | Enghien-les-Bains                           | Schloss              | |      |
| Schloss Écouen Château d'Écouen                                     | Écouen                                      | Schloss              | Heute ein Renaissance-Museum |      |
| Schloss Empain Château Empain                                       | Bouffémont                                  | Schloss              | Heute ein Hotel |      |
| Schloss Ennery Château d'Ennery                                     | Ennery                                      | Schloss              | |      |
| Schloss Eaubonne Petit château d'Eaubonne                           | Eaubonne                                    | Schloss              | |      |
| Schloss La Faisanderie Château de la Faisanderie (Château Thoureau) | L’Isle-Adam                                 | Schloss              | |      |
| Schloss Franconville Château de Franconville                        | Saint-Martin-du-Tertre                      | Schloss              | |      |
| Schloss Frappart Château Frappart                                   | Gonesse                                     | Schloss              | Heute das Rathaus (Mairie) |      |
| Schloss Gadancourt Château de Gadancourt                            | Gadancourt                                  | Schloss              | |      |
| Schloss Garges Château de Garges (Château Blondel)                  | Garges-lès-Gonesse                          | Schloss              | |      |
| Schloss Goguel Château Goguel (Hôtel de Mézières)                   | Eaubonne                                    | Schloss              | |      |
| Schloss Le Grand-Bury Château du Grand-Bury                         | Margency                                    | Schloss              | |      |
| Schloss Grouchy Château de Grouchy                                  | Osny                                        | Schloss              | Heute Rathaus und Museum |      |
| Schloss Gueptant Château de Gueptant                                | Saint-Gervais                               | Schloss              | |      |
| Schloss Guiry Château de Guiry                                      | Guiry-en-Vexin                              | Schloss              | |      |
| Schloss Le Haut-Tertre Château du Haut-Tertre                       | Taverny                                     | Schloss              | |      |
| Schloss Hazeville Château de Hazeville                              | Wy-dit-Joli-Village                         | Schloss              | |      |
| Schloss Le Héloy Château du Héloy                                   | Saint-Clair-sur-Epte                        | Schloss              | |      |
| Schloss Hérivaux Château d'Hérivaux                                 | Luzarches                                   | Schloss              | Auf dem Gelände der alten Abtei |      |
| Schloss Hérouville Château d'Hérouville                             | Hérouville                                  | Schloss              | |      |
| Schloss L’Île du Prieuré Château l'Île du Prieuré                   | L’Isle-Adam                                 | Schloss              | |      |
| Schloss Labbeville Château de Labbeville                            | Labbeville                                  | Schloss              | |      |
| Schloss Léon Château Léon                                           | Enghien-les-Bains                           | Schloss              | Heute ein Gymnasium |      |
| Schloss Le Luat Château du Luat                                     | Piscop                                      | Schloss              | |      |
| Schloss Maffliers Château de Maffliers                              | Maffliers                                   | Schloss              | Heute ein Hotel |      |
| Schloss Magnitot Château de Magnitot                                | Saint-Gervais                               | Schloss              | |      |
| Schloss Le Marais Château du Marais                                 | Argenteuil                                  | Schloss              | |      |
| Schloss Marcouville Château de Marcouville                          | Pontoise                                    | Schloss              | |      |
| Schloss Marines Château de Marines (Château de la Croix-Rouge)      | Marines                                     | Schloss              | |      |
| Schloss Maudétour Château de Maudétour                              | Maudétour-en-Vexin                          | Schloss              | |      |
| Schloss Maussion Château de Maussion                                | Frémainville                                | Schloss              | |      |
| Schloss Maynard Château Maynard                                     | Bellefontaine                               | Schloss              | |      |
| Schloss Menucourt Château de Menucourt                              | Menucourt                                   | Schloss              | |      |
| Schloss Méry-sur-Oise Château de Méry-sur-Oise                      | Méry-sur-Oise                               | Schloss              | |      |
| Schloss Montgeroult Château de Montgeroult                          | Montgeroult                                 | Schloss              | |      |
| Schloss Montmorency Château de Montmorency                          | Montmorency                                 | Schloss              | Abgerissen |      |
| Schloss La Motte Château de la Motte (Château Bouchard)             | Vémars                                      | Schloss              | Heute das Rathaus (Mairie) |      |
| Schloss Nerville Château de Nerville                                | Nerville-la-Forêt                           | Schloss              | |      |
| Schloss Neuilly-en-Vexin Château de Neuilly-en-Vexin                | Neuilly-en-Vexin                            | Schloss              | |      |
| Schloss Neuville Château de Neuville                                | Neuville-sur-Oise                           | Schloss              | |      |
| Schloss Nointel Château de Nointel                                  | Nointel                                     | Schloss              | |      |
| Schloss Olry Château Olry                                           | Saint-Leu-la-Forêt                          | Schloss              | Heute das Rathaus (Mairie) |      |
| Herrenhaus Omerville Manoir d'Omerville                             | Omerville                                   | Schloss (Herrenhaus) | |      |
| Schloss Orgivaux Château d'Orgivaux                                 | Valmondois                                  | Schloss              | |      |
| Schloss Le Petit-Bury Château du Petit-Bury                         | Margency                                    | Schloss              | Heute das Rathaus (Mairie) |      |
| Schloss Philipson Château Philipson                                 | Eaubonne                                    | Schloss              | |      |
| Schloss Le Pré-David Château du Pré-David                           | Nerville-la-Forêt                           | Schloss              | |      |
| Schloss Le Prieuré Château du Prieuré                               | Domont                                      | Schloss              | Heute das Rathaus (Mairie) |      |
| Schloss Prinzessin Mathilde Château de la princesse Mathilde        | Saint-Gratien                               | Schloss              | |      |
| Schloss La Reine Blanche Château de la Reine Blanche                | Asnières-sur-Oise                           | Schloss              | |      |
| Schloss Rey de Foresta Château Rey de Foresta                       | Montmorency                                 | Schloss              | Heute das Rathaus (Mairie) |      |
| Schloss La Roche-Guyon Château de La Roche-Guyon                    | La Roche-Guyon                              | Schloss              | |      |
| Schloss Rocquemont Château de Rocquemont                            | Luzarches                                   | Schloss              | |      |
| Königsschloss Pontoise Château Royal de Pontoise                    | Pontoise                                    | Schloss              | Ruine |      |
| Abteischloss Royaumont Palais abbatial de Royaumont                 | Asnières-sur-Oise                           | Schloss (Abtei)      | |      |
| Schloss Rueil Château de Rueil                                      | Seraincourt                                 | Schloss              | |      |
| Burg Saint-Clair Château fort de Saint-Clair                        | Saint-Clair-sur-Epte                        | Burg                 | Ruine |      |
| Schloss Le Saint-Côme Château du Saint-Côme                         | Luzarches                                   | Schloss              | Ruine |      |
| Schloss Saint-Cyran Château de Saint-Cyran                          | Frouville                                   | Schloss              | |      |
| Schloss Saint-Leu Château de Saint-Leu                              | Saint-Leu-la-Forêt                          | Schloss              | 1837 abgerissen |      |
| Schloss Saint-Martin Château de Saint-Martin                        | Pontoise                                    | Schloss              | |      |
| Schloss Saint-Thaurin Château de Saint-Thaurin                      | Luzarches                                   | Schloss              | |      |
| Palais Scolaire Palais scolaire                                     | Bouffémont                                  | Schloss (Palais)     | |      |
| Schloss Stors Château de Stors                                      | L’Isle-Adam                                 | Schloss              | |      |
| Schloss Tavet-Delacourt Hôtel Tavet-Delacourt                       | Pontoise                                    | Schloss (Hôtel)      | |      |
| Schloss La Terrasse Château de la Terrasse                          | Saint-Prix                                  | Schloss              | |      |
| Schloss Théméricourt Château de Théméricourt                        | Théméricourt                                | Schloss              | Heute ein Museum über den Vexin |      |
| Schloss Thibault-de-Soisy Château Thibault-de-Soisy                 | Deuil-la-Barre                              | Schloss              | |      |
| Schloss Touteville Château de Touteville                            | Asnières-sur-Oise                           | Schloss              | |      |
| Schloss La Tuyolle Château de la Tuyolle                            | Taverny                                     | Schloss              | |      |
| Schloss Vaucelles Château de Vaucelles                              | Taverny                                     | Schloss              | |      |
| Schloss Viarmes Château de Viarmes                                  | Viarmes                                     | Schloss              | Heute das Rathaus (Mairie) |      |
| Schloss Vigny Château de Vigny                                      | Vigny                                       | Schloss              | Diente im Film Ein irrer Typ mit Jean-Paul Belmondo als Kulisse und war auch bei vielen weiteren französischen Filmproduktionen zu sehen.                                     |      |
| Schloss Villarceaux Château de Villarceaux                          | Chaussy                                     | Schloss              | Ensemble von drei Schlössern und einer Golfanlage |      |
| Schloss Villers-en-Arthies Château de Villers-en-Arthies            | Villers-en-Arthies                          | Schloss              | |      |
| Schloss Villette Château de Villette                                | Condécourt                                  | Schloss              | |      |